# Список музеев Венеции
Венеция, по сути, представляет собой музей под открытым небом. За долгую историю существования Венеции и Венецианской республики в городе было создано и собрано огромное количество шедевров. Многочисленные исторические памятники, дворцы, соборы и церкви Венеции, не являясь музеями в прямом смысле слова, являются местонахождением уникальных произведений искусства.

## Список
- Археологический музей — Museo Archeologico
- Галереи Академии[1] — Gallerie dell’Accademia
- Галерея дворца Чини — Galleria di Palazzo Cini
- Государственный музей естественной истории[итал.] — Museo Civico di Storia Naturale
- Дворец дожей — Palazzo Ducale[2]
- Еврейский музей — Museo Ebraico
- Епархиальный музей священного искусства — Museo Diocesano d’Arte Sacra
- Коллекция Пегги Гуггенхайм — Collezione Peggy Guggenheim
- Международная галерея современного искусства[итал.] во дворце Ка’ Пезаро — Galleria internazionale d’arte moderna
- Военно-морской исторический музей — Museo Storico Navale
- Музей Византийских и пост-Византийских икон (Венеция)
- Музей Венеции XVIII века
- Музей восточного искусства — Museo d’Arte Orientale
- Музей Коррер — Museo Correr
- Музей Лагуны, о. Торчелло — Museo dell’Estuario, Torchello
- Музей стекла, о. Мурано — Museo del Vetro, Murano
- Музей Фонда Кверини Стампальи — Museo della Fonfazione Querini Stampalia
- Музей Фортуни — Museo Fortuny
- Базилика святых Джованни и Паоло — San Giovanni e Paolo
- Базилика дей Фрари — Santa Maria Gloriosa dei Frari
- Школа Братства святого Роха — Scuola Grande di S.Rocco
- Школа венецианского кружева, о. Бурано — Scuola di Merletti, Burano.